# Bartosz Józwiak
Bartosz Józwiak (ur. 1 sierpnia 1973 we Wrześni) – polski polityk, archeolog i nauczyciel akademicki, doktor nauk humanistycznych, poseł na Sejm VIII kadencji, od 2011 prezes Unii Polityki Realnej.

## Życiorys

### Wykształcenie i działalność zawodowa
W 1992 ukończył Liceum Ogólnokształcące im. Henryka Sienkiewicza we Wrześni, a w 1997 archeologię na Wydziale Historycznym Uniwersytetu im. Adama Mickiewicza w Poznaniu. W latach 1998–2002 na tej uczelni odbył studia doktoranckie. W 2002 na podstawie pracy zatytułowanej Społeczności subneolityczne niżu Polski w międzyrzeczu Odry i Wisły uzyskał tamże stopień doktora nauk humanistycznych w zakresie archeologii. W 2003 rozpoczął pracę na Uniwersytecie Gdańskim, gdzie został adiunktem w Instytucie Archeologii i Etnologii. Odbywał krótkotrwałe staże naukowe na Ukrainie i Białorusi. Członek m.in. Poznańskiego Towarzystwa Prehistorycznego i Stowarzyszenia Naukowego Archeologów Polskich. W 2007 rozpoczął własną działalność gospodarczą. W 2022 został dyrektorem Centrum Edukacyjnego IDMN w Warszawie.

### Działalność polityczna
Od 1997 członek wspierający Klubu Zachowawczo-Monarchistycznego. W 2006 wstąpił do Unii Polityki Realnej, był m.in. sekretarzem i prezesem okręgu wielkopolskiego, prezesem okręgu mazowieckiego, ogólnopolskim koordynatorem Sekcji Młodzieżowej UPR oraz skarbnikiem tego ugrupowania. 19 lutego 2011 wybrany na prezesa Unii Polityki Realnej. Z ramienia UPR bez powodzenia kandydował w 2006 do sejmiku wielkopolskiego, w 2007 do Senatu i w 2009 do Parlamentu Europejskiego. W 2010 z ramienia lokalnego komitetu bezskutecznie kandydował do rady Wrześni. Pozostając liderem UPR, zaangażował się jednocześnie w działalność Ruchu Narodowego jako członek jego rady decyzyjnej. W 2014 był kandydatem RN w wyborach europejskich oraz do sejmiku. Po przekształceniu RN w partię polityczną objął w niej funkcję wiceprezesa. Po kilku miesiącach wystąpił z RN.
W wyborach parlamentarnych w 2015 wystartował do Sejmu w okręgu konińskim z pierwszego miejsca na liście komitetu wyborczego wyborców Kukiz’15 (jako kandydat UPR i RN). Uzyskał mandat posła VIII kadencji, otrzymując 8747 głosów. W 2016 działał krótko w stowarzyszeniu Endecja, które współtworzył. W 2018 z ramienia Kukiz’15 wystartował na urząd burmistrza Wrześni, zajmując ostatnie, 4. miejsce. W sierpniu kolejnego roku opuścił klub poselski Kukiz’15, współtworząc koło poselskie UPR. W 2019 nie ubiegał się o poselską reelekcję. W 2024 startował natomiast bez powodzenia do rady powiatu wrzesińskiego.